# Lexus HS
De Lexus HS 250h is een hybride auto, geïntroduceerd door Lexus als een middenklasse sedan. De wagen werd in januari 2009 voorgesteld op de North American International Auto Show van Detroit en werd later dat jaar aangeboden op de Japanse en Amerikaanse markt. Wegens tegenvallende verkoopscijfers in de Verenigde Staten werd het model daar in 2012 van de markt gehaald. In Europa werd de wagen niet aangeboden. In januari 2013 kreeg de Lexus HS een facelift. In 2018 stopte Lexus de productie van het voertuig zonder vervanging.
De Lexus HS wordt aangedreven door een 2,4-liter vier-in-lijn benzinemotor van 110 KW (147 pk). Deze benzinemotor wordt bijgestaan door een elektromotor voor een gecombineerd vermogen van 139 kW (187 pk).

## Galerij

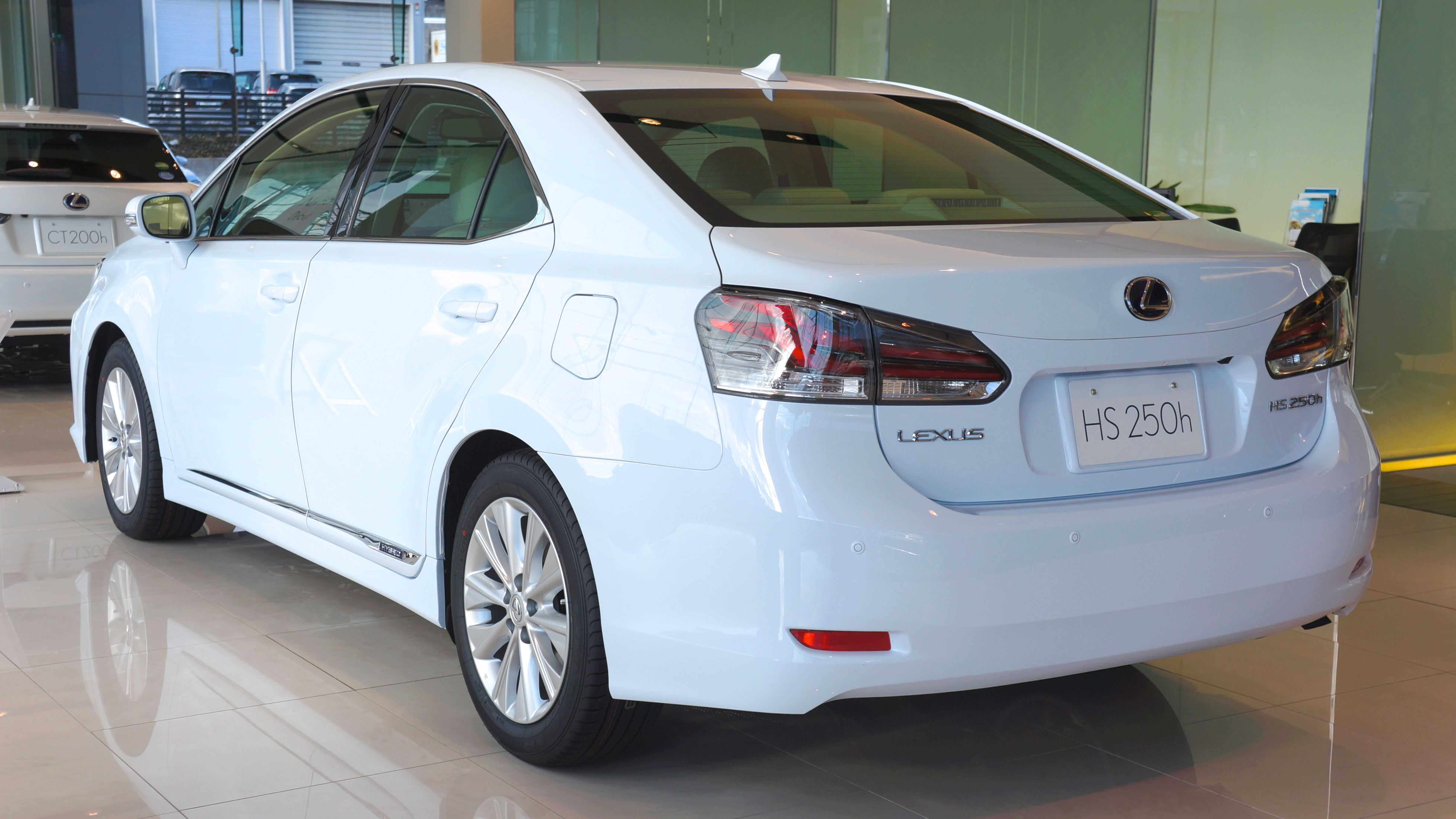
Lexus HS 250h, achteraanzicht
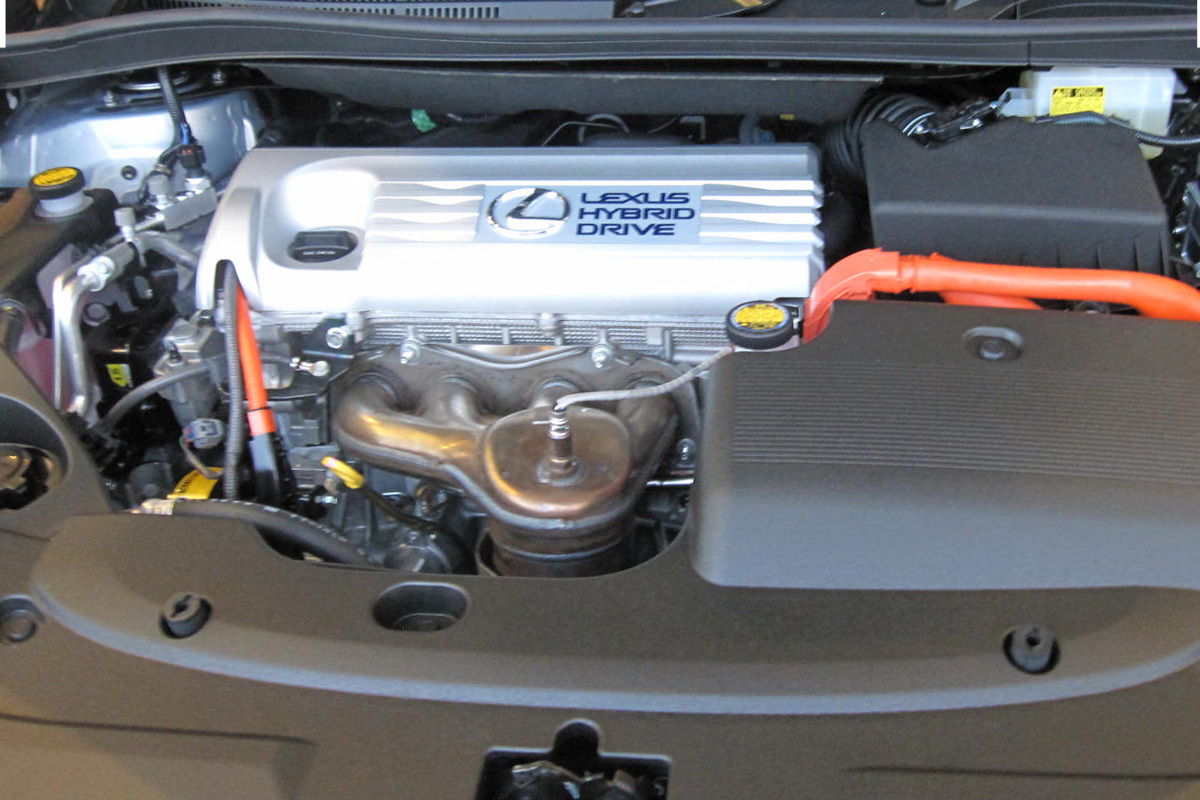
2AZ-FXE vier-in-lijnmotor met elektromotor
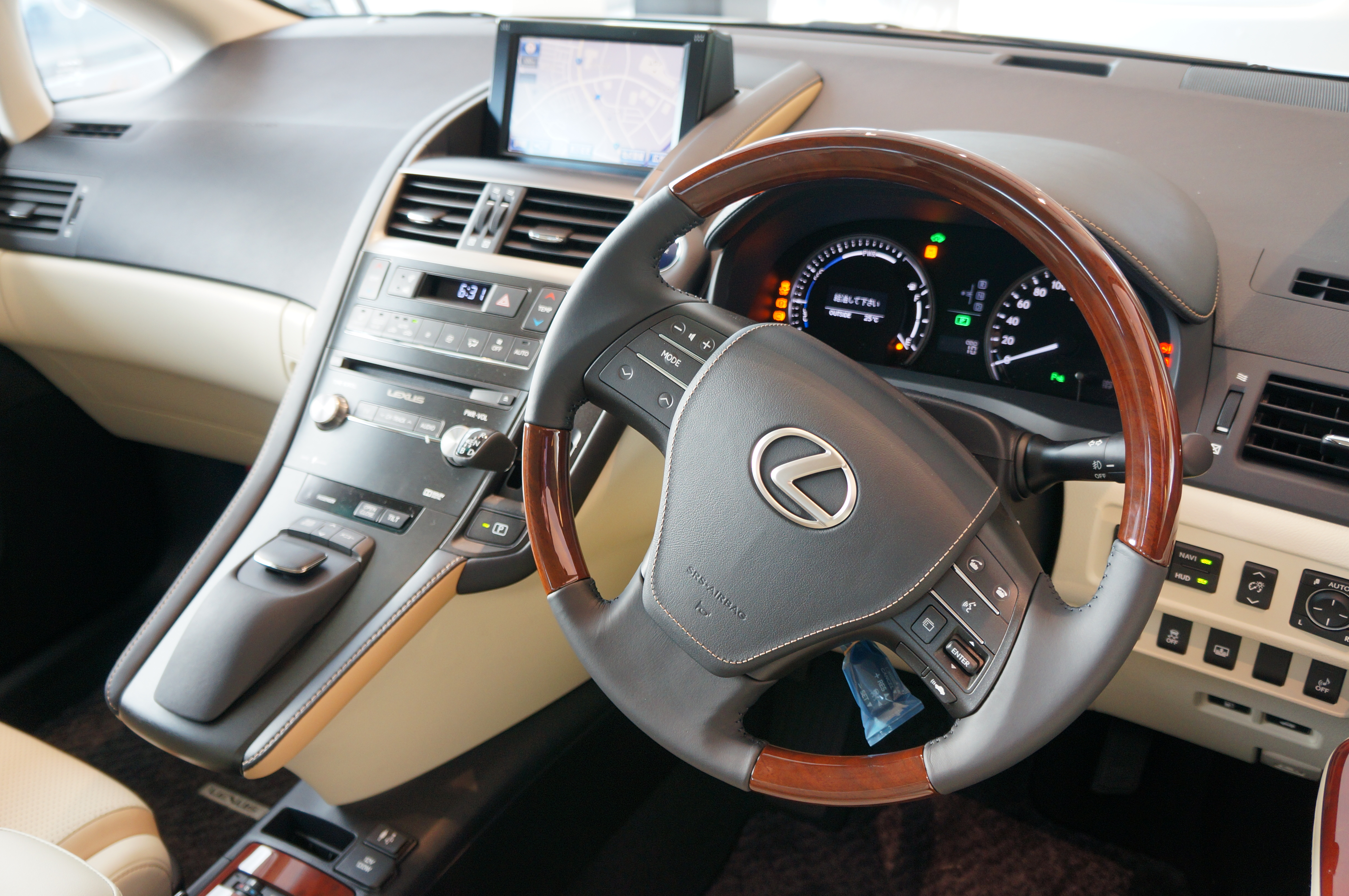
Lexus HS 250h, interieur

## Specificaties
| Motor type              | 2AZ-FXE 4V                  | Motortechniek                              | DOHC 4-kleppen/cilinder, dual VVT-i |
| Cilinderinhoud          | 2.362 cm³                   | Boring (mm)                                | 88,4                                |
| Compressieverhouding :1 | 12,5                        | Slag (mm)                                  | 96,0                                |
| Transmissie             | CVT                         | Aandrijving                                | Voorwielen                          |
| Vermogen benzinemotor   | 147 pk (110 kW) @ 6.000 tpm | Koppel benzinemotor                        | 187 Nm @ 6.000 tpm                  |
| Vermogen elektromotor   | 143 pk (105 kW)             | Gecombineerd vermogen (Lexus Hybrid Drive) | 187 pk (139 kW)                     |
| Topsnelheid (km/h)      | 180                         | 0–100 km/h (sec.)                          | 8,4                                 |